# Мирдалсјекидл
Мирдалсјекидл (исл. Mýrdalsjökull) је ледник у јужном делу Исланда. Налази се источно од Ејафјадлајекидла. Његов највиши врх достиже висину од 1.493 метра, а захвата површину од око 600 км². Ледник прекрива активни вулкан Катла, који је од 930. године имао 16 ерупција, последњу 1918. Улсед ерупција биле су честе поплаве отопљеног леда и снега који су се спуштали низ падине. Буквално значење имена Мирдалсјекидл било би „ледени врх у мочварној долини“. 